# Neuzelle
Neuzelle – miejscowość i gmina w Niemczech, w kraju związkowym Brandenburgia, w powiecie Oder-Spree, siedziba Związku Gmin Neuzelle. Położona jest na południe od Frankfurtu nad Odrą. Według danych z 31 grudnia 2008 liczy 4 539 mieszkańców. Sama miejscowość Neuzelle liczy ok. 2 000 mieszkańców.
Zabytki gminy to kościół klasztorny należący niegdyś do cystersów
oraz browar, także należący kiedyś do klasztoru, w którym wytwarza się m.in. słynne ciemne piwo "Schwarzer Abt".

## Współpraca
Miejscowość partnerska:
- Langenberg, Nadrenia Północna-Westfalia

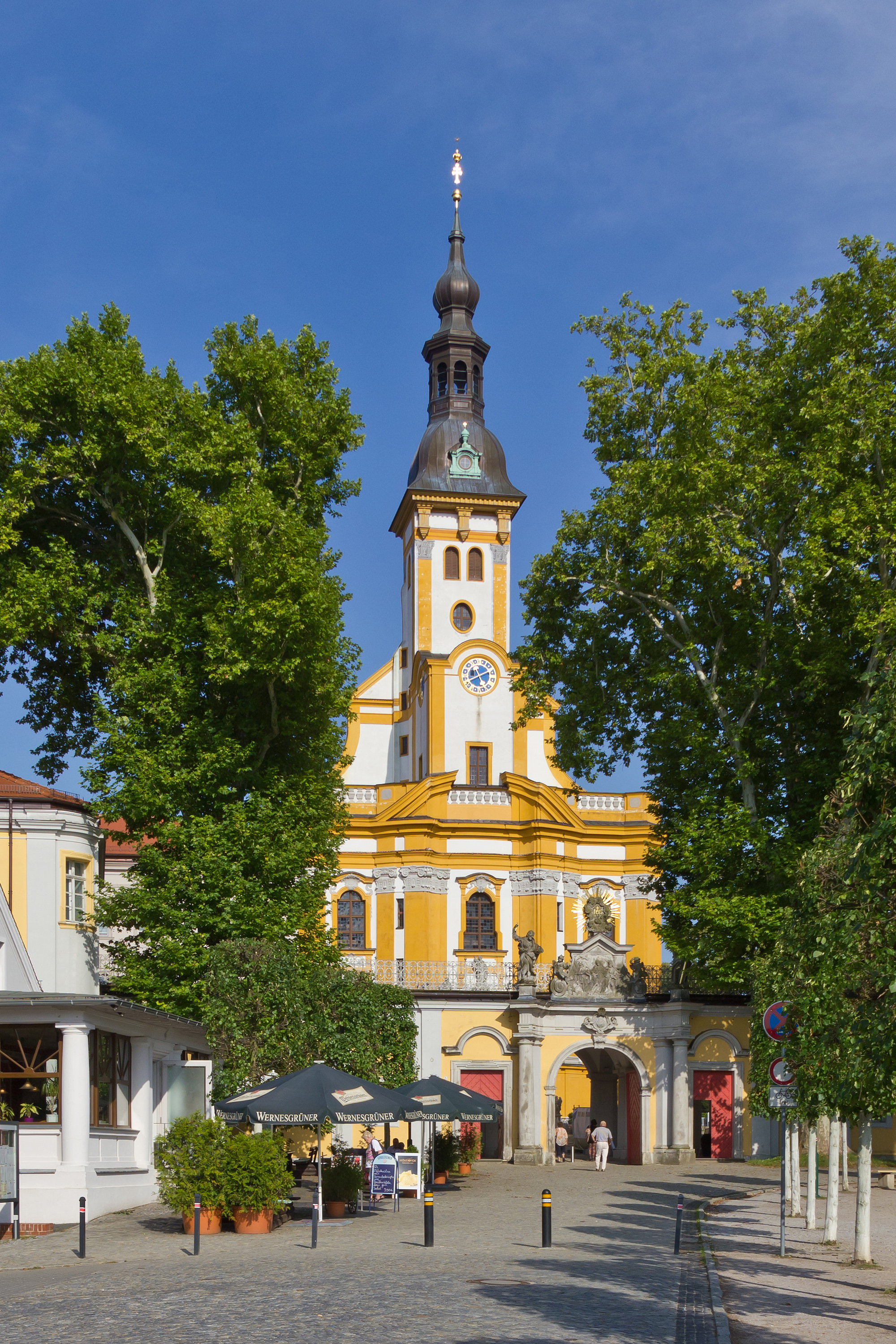
Kościół klasztorny w Neuzelle